# 莫約班巴區
6°02′09″S 77°00′12″W / 6.0357°S 77.0032°W
莫約班巴區（西班牙語：Distrito de Moyobamba），是秘魯的一個區，位於該國中北部聖馬丁大區的莫約班巴省，始建於1857年1月2日，面積2,737.6平方公里，海拔高度860米，2005年人口58,836，人口密度每平方公里21人。